# Salinenstraße 4a (Bad Kissingen)

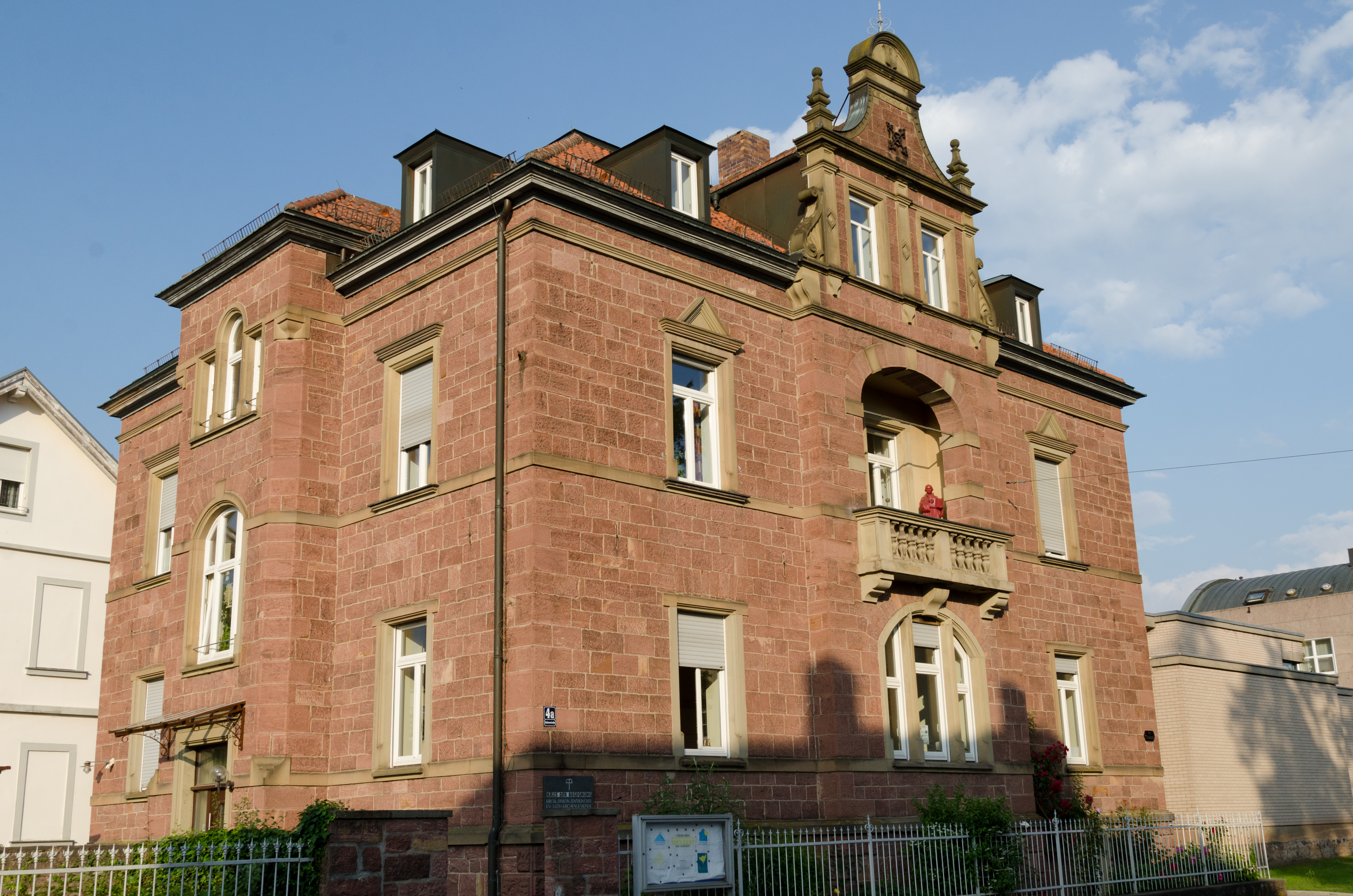
Salinenstraße 4a in Bad Kissingen

Das Anwesen Salinenstraße 4a in der Salinenstraße in Bad Kissingen, der Großen Kreisstadt des unterfränkischen Landkreises Bad Kissingen, gehört zu den Bad Kissinger Baudenkmälern und ist unter der Nummer D-6-72-114-335 in der Bayerischen Denkmalliste registriert.

## Geschichte
Die Villa wurde vom Bad Kissinger Architekten Carl Krampf laut Jahresbezeichnung im Jahr 1898 im Stil der Neurenaissance errichtet. Bei dem Anwesen handelt es sich um einen zweigeschossigen Sandsteinquaderbau mit Sockelgeschoss und abgeschnittenem Walmdach und übergiebelten Risaliten. Die Mittelrisalite bilden den Schwerpunkt der streng symmetrischen Hauptfronten der Villa. Die Ziergiebel sind im Stil der Neurenaissance gestaltet.
Zu der Villa gehört eine gleichzeitig entstandene Einfriedung.